# Memòria ecoica

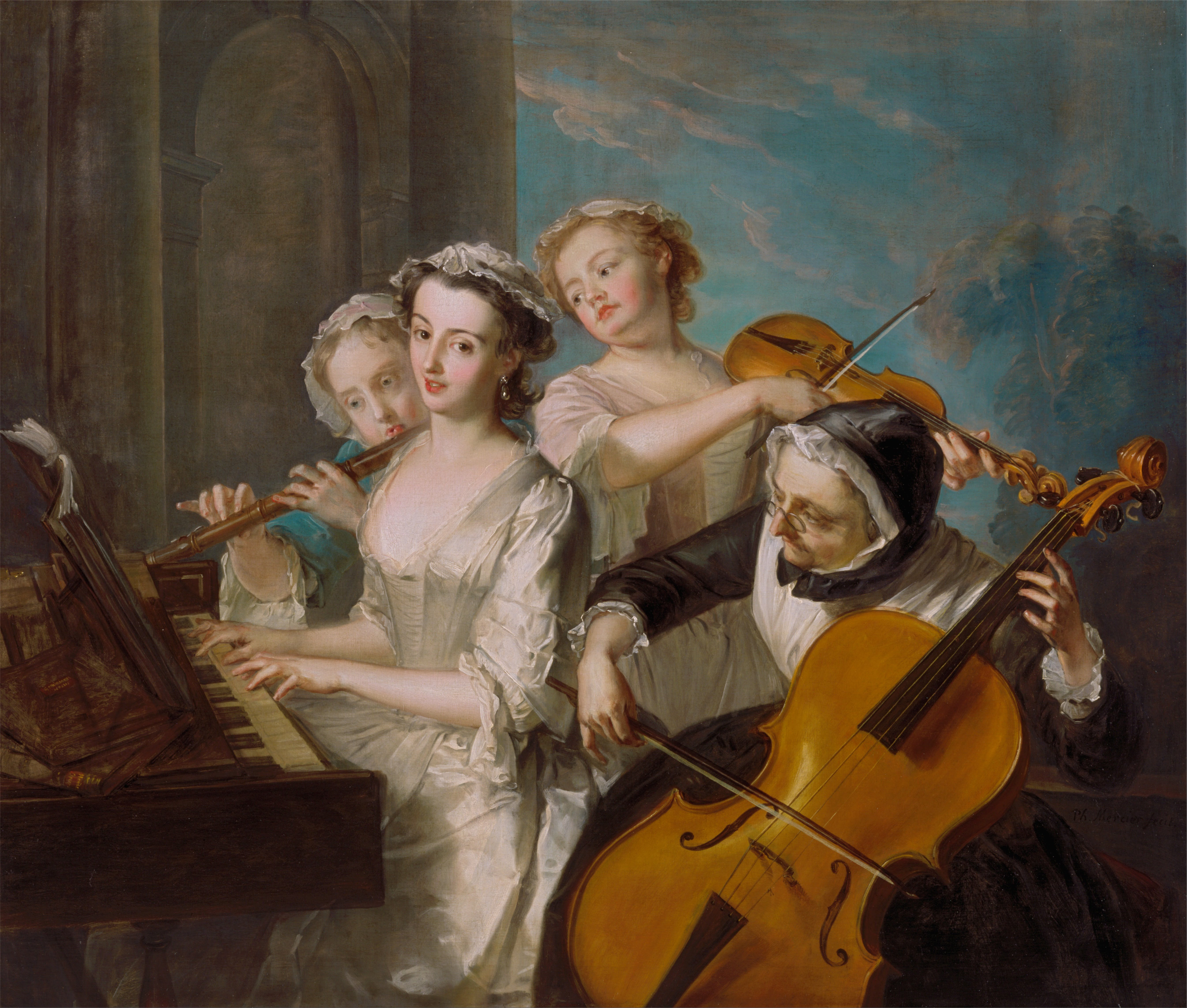
No sempre que es parla de memòria auditiva es fa referència a memòria ecoica, si recordem una melodia que vam sentir o vam aprendre fa anys, llavors no es tracta de la memòria ecoica.(Pintura al·legòrica, obra de Philippe Mercier)

La memòria ecoica és un tipus de memòria auditiva, la que permet que poguem reproduir mentalment un so que acabem de sentir. La memòria ecoica és la més llarga de les memòries sensorials. Se sap que l'esquizofrènia l'afecta, fent-la menys sensible. Aquesta memòria té un lligam amb el llenguatge, ja que en sentir un estímul auditiu verbal, la persona és capaç d'anar-ho repetint per dins i d'aquesta manera augmenten les possibilitats que es fixi a la memòria a curt termini, com va demostrar George Sperling.
Es pot dir que la memòria ecoica és com un concepte comparable a un espai de retenció, perquè els sons que conté estan retinguts sense processar fins que s'escolti el so següent, i només llavors esdevé una informació significativa. Aquest arxiu particular de memòria sensorial és capaç de contenir gran quantitat d'informació auditiva, la qual és retinguda durant un breu període (uns segons) i té la facultat d'encriptar només lleument aspectes primitius del so, per exemple el to.

## Primeres investigacions
Poc després que George Sperling tractés de passada la memòria auditiva dins del seu estudi sobre l'emmagatzematge de la memòria visual, altres investigadors van començar a fer estudis adreçats a determinar els límits d'aquest tipus de memòria. El terme memòria ecoica el va fer servir per primera vegada Ulric Neisser el 1967 per descriure la breu representació d'informació acústica. En un principi es va estudiar usant en part paradigmes similars als emprats per Sperling; no obstant això, les tècniques modernes emprades en neuropsicologia han permès fer estimacions de la capacitat, durada i localització del lloc d'emmagatzematge de la memòria ecoica. Els investigadors segueixen aplicant el model de Sperling com a anàleg, i situant-lo dins la memòria sensorial. A través d'aquestes investigacions s'ha arribat a saber que la durada d'una informació auditiva dins l'arxiu ecoic té una durada de 4 segons i que en absència d'interferències pot arribar fins a 20 segons. Això però, són casos extrems, Guttman i Julesz han proposat que en la majoria de les persones la durada és d'aproximadament un segon o menys, mentre que els investigadors Eriksen i Johnson creuen que es tracta de 10 segons.
Segons el model de memòria de treball proposat per Baddeley, existeix un component de la memòria encarregat dels esbossos de representació visoespacials, el qual està relacionat amb la memòria ecoica i amb el bucle fonològic que s'encarrega de processar la informació auditiva en dues rutes. La primera cap a l'arxiu fonològic, el qual té una capacitat per retenir informació d'uns 3-4 segons abans de la seva desaparició, això suposa una durada molt superior a la memòria icònica que és menor a 1000ms. La segona ruta és un procés subvocal per a practicar o repetir el que acabem de sentir, de manera que refresquem la memòria fent servir una "veu interior", la veu del record . El problema és que aquest model falla en explicar detalladament les relacions entre l'entrada inicial de dades sensorials i els consegüents processos de memòria.
Nelson Cowan va proposar un model de memòria a curt termini que tracta de posar remei a les mancances observades en el model de Baddeley. Segons aquest autor existeix un sistema d'emmagatzematge previ encarregat de la informació sensorial, el qual pot acumular una gran quantitat d'informació durant un breu període i consta de dues fases: una inicial amb inputs de fins a 200-400ms i una segona fase en què es transfereix la informació cap a la memòria de llarg termini perquè pugui ser emprat per la memòria de treball i en aquesta fase la durada del record comença a decaure als 10-20segons.

## Mètodes d'avaluació de la memòria ecoica

### Ús total o parcial del sistema receptor
Seguint els procediments emprats per Sperling el 1960, altres investigadors posteriors es van interessar a avaluar el mateix fenomen pel que fa al record de sons. La memòria ecoica es mesura realitzant tasques conductuals en les quals els participants se'ls demana que repeteixin una seqüència de tons, paraules o síl·labes que prèviament han estat presentades, fet que generalment requereix un cert grau d'atenció i motivació. Una d'aquestes tasques consistia a repetir sons i comparar com afecta el resultat que els sons siguin introduïts per una part ja sigui l'orella dreta o l'orella esquerra o per totes dues alhora. Als participants se'ls demanava que recordessin la localització del so i el nom amb què s'havia categoritzat l'estímul. Els resultats van mostrar que la localització espacial era molt més fàcil de recordar que la informació semàntica quan s'inhibia l'arribada d'informació per una de les orelles. En canvi avaluant la memòria purament ecoica, els exercicis realitzats en condicions de parcialitat (dades introduïdes per una sola orella) van donar resultats superiors als exercicis fets amb ús total del sistema receptor. Es va observar, a més, un descens en la reproducció quan l'interval (ISR) entre la presentació de l'estímul i la petició de reproduir-lo augmentava.

### Reconeixement d'estímuls auditius emmascarats
El reconeixement auditiu de sons emmascarats darrere l'orella és un dels mètodes més emprats en l'estudi de l'audició. Consisteix a presentar als participants un breu estímul sonor darrere l'orella, seguit d'un segon estímul sonor anomenat "emmascarador", després d'un interval (ISR). La quantitat de temps que la informació auditiva està disponible a la memòria depèn de l'interval (ISR). La capacitat de recordar i, per tant, de reproduir el so amb exactitud augmenta tal com l'interval entre l'estímul i la petició de reproducció passa a ser superior a 250 ms. L'element emmascarador no afecta la quantitat d'informació obtinguda a partir de l'estímul presentat, però actua com a interferència per a ser processat més endavant, és a dir, per passar a la memòria a llarg termini.

### Desajust negatiu
El desajust negatiu és l'estudi de l'activitat elèctrica del cervell quan es presenta un enregistrament estrany enmig d'una seqüència d'estímuls més freqüents o habituals. Es pot obtenir amb electroencefalograma o amb magnetoencefalograma. Aquesta tècnica s'utilitza amb qualsevol tipus d'estímul sensorial, però quan es tracta d'estímuls sonors, generalment es fa combinant un estímul de desajust (d) entre una sèrie de sons estàndard (s) (per exemple: s s s s s s s s s d s s s s s s d s s s d s s s s...). El so que es desvia de l'estàndard pot diferir en més d'un tret perceptiu: to, durada o intensitat. En els estudis de memòria ecoica també és una variable el lloc d'origen del so.
Aquests enregistraments capten la reacció de l'activitat cerebral durant i després de l'exposició a estímuls sonors durant uns 150-200ms, per així comparar si el so en desajust és recordat igual en el moment que es demana al subjecte que el recordi i quant de temps tarda a perdre's aquest record.

## Bases neurològiques
S'ha descobert que la memòria sensorial està emmagatzemada en una zona del còrtex primari, concretament els estímuls sonors captats per cada orella s'enregistren en el lòbul oposat del cervell. La memòria ecoica implica diferents àrees del cervell, degut als diferents processos que en tenen relació. La majoria de les regions que tenen a veure amb la memòria ecoica es troben al còrtex prefrontal, ja que és on està la central executiva i és responsable del control de l'atenció. L'arxiu fonològiic i el sistema encarregat de recuperar records per a posar-los en pràctica sembla que es troba a l'hemisferi esquerre que és la base del sistema de memòria on s'ha observat que s'activa quan augmenta l'activitat cerebral. Les regions més grans implicades són el còrtex prefrontal ventrolateral de la part esquerra posterior (VLPFC), el còrtex premotor esquerre (PMC) i el còrtex parietal posterior esquerra (PPC). Dins de la zona VLPFC està l'àrea de Broca que és la principal responsable de la pràctica verbal i dels processos articulatoris de la parla. La zona PMC és la que es fa servir en l'organització del ritme d'un so. La zona PPC està implicada en la localització d'objectes en l'espai, per a la qual cosa de vegades cal recordar la procedència d'un so.
Les àrees corticals del cervell relacionades amb la memòria auditiva, segons els estudis de desajust negatiu no s'han pogut concretar específicament, però sí que s'ha notat una activació al gir superior temporal i al gir temporal inferior.

## Desenvolupament
La memòria ecoica es desenvolupa amb l'edat, amb l'activació per la pràctica les estructures neurals responsables d'aquesta memòria augmenten en capacitat de resposta.
Els estudis sobre desajust negatiu també suggereixen que la durada de la memòria sensorial augmenta amb l'edat, més significativament entre els 2 i 6 anys passant d'una capacitat de 500ms a 5000ms. Els nens de 2 anys mostren una resposta, passat l'interval ISR, de 500ms i 1000ms. Els nens de 3 anys tenen respostes de memòria d'1 a 2 segons, els de 4 anys per damunt de 2 segons, i els de 6 anys respostes de memòria de 3 a 5 segons. Aquests canvis en el desenvolupament cognitiu que s'inicien en la infantesa s'estenen en l'edat adulta fins que finalment s'entra en el deteriorament cerebral de la vellesa.
Els investigadors han trobat menor capacitat de retenció en memòria ecoica en persones que van ser bebès amb retard en la parla, en nens que pateixen punxades al cor (Síndrome Precordial PCS o punxada de Teixidor), i persones amb fissura al paladar; en aquests casos el record de la informació auditiva decau abans dels 2000 ms. Aquesta memòria ecoica reduïda no serveix de predicció per l'existència de dificultats en el llenguatge durat l'edat adulta.
En un estudi, es va trobar que quan les paraules es presentaven comparant entre grups de subjectes joves i grups d'adults, els més joves agafaven el nivell dels adults a mesura que la velocitat de presentació de les paraules augmentava. En general, sembla que la capacitat de memòria ecoica no té a veure amb l'edat de l'individu.

## Deficiències i problemes
Les deficiències en la memòria ecoica en nens acostumen a portar problemes en el desenvolupament del llenguatge. Són problemes difícils d'avaluar, ja que els resultats en les proves poden ser deguts a la seva incapacitat per entendre el que se'ls demana que facin, més que a un problema de memòria.
S'han realitzat estudis de desajust negatiuu en persones que han patit una lesió en un dels hemisferis cerebrals, en el còrtex prefrontal dorsolateral o en el còrtex temporal-parietal després d'haver patit un accident vascular cerebral i els resultats van ser els següents: En el grup de control l'amplitud era més gran a l'hemisferi dret tant si l'estímul es presentava per l'orella dreta com si es presentava per l'orella esquerra. En el grup de pacients amb la lesió, la capacitat de la regió temporal-parietal estava reduïda quan l'estímul es presentava per l'orella contrària al lòbul on estava la lesió. Això reforça la teoria que proposa que la memòria ecoica es troba en el còrtex contralateral de l'orella que rep la informació. Investigacions posteriors en víctimes d'accident vascular amb reduïda capacitat de memòria ecoica han mostrat que el fet d'escoltar diàriament música o audiollibres millorava la seva capacitat de memòria, per tant, la música es fa servir en la rehabilitació d'aquests pacients.